# Sven Kramer
Sven Kramer, nizozemski hitrostni drsalec, * 23. april 1986, Heerenveen, Nizozemska.

## Osebni rekordi
| Razdalja | Čas           | Datum             | Mesto          |
| -------- | ------------- | ----------------- | -------------- |
| 500 m    | 36,20 s       | 12. januar 2008   | Kolomna        |
| 1000 m   | 1:10,83 min   | 15. oktober 2008  | Inzell         |
| 1500 m   | 1:43,99 min   | 9. november 2007  | Salt Lake City |
| 3000 m   | 3:37,15 min   | 17. november 2007 | Heerenveen     |
| 5000 m   | 6:03,32 min*  | 17. november 2007 | Calgary        |
| 10000 m  | 12:41,69 min* | 10. marec 2007    | Salt Lake City |

* = svetovni rekord